# الدفينة
الدفينة قرية سعودية، تتبع مركز ظلم في محافظة الطائف بمنطقة مكة المكرمة. تقع شرق مدينة الطائف بمسافة 230 كم تقريبا.